# Franny és Zooey
A Franny és Zooey (Franny and Zooey) J. D. Salinger amerikai író 1961-ben megjelent, két novellát tartalmazó könyve. Eredetileg mindkét történet a The New Yorker című hetilap hasábjain jelent meg, az első 1955-ben, a másik 1957-ben. A Franny és Zooey két hosszabb novella egy testvérpárról. Franny egy végzős egyetemista egy hétvégén a barátjával találkozik, és az összeomlás szélére kerül, annyira elégedetlen addigi életével. Fivére, Zooey, a tévészínész, ez után a tragikus hétvége után a maga módján próbálja megvigasztalni, ennek történetét bátyjuk, Buddy (Salinger alteregója) írja meg.

## Fordítás
- Ez a szócikk részben vagy egészben  a   Franny and Zooey című angol Wikipédia-szócikk ezen változatának fordításán alapul.  Az eredeti cikk szerkesztőit annak laptörténete sorolja fel. Ez a jelzés csupán a megfogalmazás eredetét és a szerzői jogokat jelzi, nem szolgál a cikkben szereplő információk forrásmegjelöléseként.